# Hibiscus kabuyeanus
Hibiscus kabuyeanus är en malvaväxtart som beskrevs av Mwachala. Hibiscus kabuyeanus ingår i Hibiskussläktet som ingår i familjen malvaväxter. Inga underarter finns listade i Catalogue of Life.